# Thucydiaceae
Die Thucydiaceae sind eine ausgestorbene Familie von Nadelbäumen aus der Ordnung der Voltziales. Einzige bekannte Art ist Thucydia mahoningensis.

## Merkmale
Thucydia mahoningensis war ein kleiner Baum mit einem aufrechten Stamm und plagiotropen Zweigen. An diesen stehen zwei Reihen von Zweigen in einer regelmäßigen, gefiederten Anordnung. 
Der Stamm ist eine endarche (Protoxylem liegt innen) Eustele. Das Holz ist dicht. An den Ästen aller Verzweigungsgrade wird ein Periderm gebildet. Das Mark ist parenchymatisch und enthält epithelummantelte Harzgänge.
Die Blätter sind je nach Zweig unterschiedlich groß, aber einfach und in schraubiger Anordnung. 
Samenanlagen-tragende fertile Zonen stehen dabei zwischen vegetativen Zonen entlang der Stämme. Sie bestehen aus kompakten Brakteen, von denen jede einen achselständigen Kurzspross trägt. Dieser wiederum besteht aus 10 bis 15 sterilen Schuppen und drei bis vier fertilen Schuppen. Letztere, die Sporophylle, haben eine nach hinten gekrümmte Spitze und tragen eine einzelne Samenanlage. 
Der männliche Pollenzapfen ist insofern bemerkenswert, als er hier ein zusammengesetzter Zapfen ist. Ein Zapfen besteht aus kleinen, schraubig angeordneten blattähnlichen Brakteen, in deren Achseln Kurzsprosse stehen. Diese wieder bestehen aus sterilen und fertilen Schuppen, letztere tragen Pollensäcke. Diese Organisation ist einzigartig unter den Coniferopsida und erinnert an die bei den Cordaitales und den rezenten Gnetales. Die Pollenzapfen stehen endständig an den Zweigen. Der Pollen ist vom Potonieisporites-Typ.
Blätter besitzen unterschiedliche Verteilung der Spaltöffnungen: bei Brakteen und sterilen Schuppen sind die Spaltöffnungen an der Unterseite gleichmäßig verteilt, an vegetativen Blättern stehen sie in zwei abaxialen Reihen.

## Systematik
Die Familie Thucydiaceae wurde 2001 anhand der neuen Gattung Thucydia und neuen Art Thucydia mahoningensis erstbeschrieben. Der Gattungsname ehrt den griechischen Historiker Thukydides. Die Familie wurde von den Erstautoren in die Ordnung Voltziales gestellt.
Aljos Farjon sieht die Thucydiaceae als sehr basal stehende Seitenlinie der Voltziales. Lediglich die Ferugliocladaceae stehen noch basaler. Die Thucydiaceae wären demnach die Schwestergruppe aller Koniferen und Voltziales mit Ausnahme der Ferugliocladaceae.

## Belege
- Thomas N. Taylor, Edith L. Taylor, Michael Krings: Paleobotany. The Biology and Evolution of Fossil Plants. Second Edition, Academic Press 2009, S. 814f., ISBN 978-0-12-373972-8
- Genaro R. Hernandez-Castillo, Gar W. Rothwell, Gene Mapes: Thucydiaceae fam. nov., with a review and reevaluation of paleozoic Walchian conifers. International Journal of Plant Science, Band 162, 2001, S. 1155–1185.